# Chute de Garnock
La chute de Garnock se trouve dans l'Ayrshire en Écosse. Elle constitue la chute la plus haute du comté, d'environ 20 mètres. 

## Référence
- (en) Cet article est partiellement ou en totalité issu de l’article de Wikipédia en anglais intitulé « Spout of Garnock » (voir la liste des auteurs).